# Sulcia montenegrina
Sulcia montenegrina là một loài nhện trong họ Leptonetidae.
Loài này thuộc chi Sulcia. Sulcia montenegrina được miêu tả năm 1939 bởi Kratochvíl & Miller.